# ФК Спортинг (Брага)
Спортинг Клубе де Брага (на португалски Sporting Clube de Braga), кратка форма Брага, е португалски спортен клуб от град Брага. Основан е през 1921 г.

## Успехи
- Лига Сагреш/Примейра лига
  -  Вицешампион (1): 2009/10
  -  Бронзов медал (3): 2011/12, 2019/20, 2022/23
- Купа на Португалия:
  -  Носител (3): 1965/66, 2015/16, 2020/21
  -  Финалист (5): 1976/77, 1981/82, 1997/98, 2014/15, 2022/23
- Купа на Португалската лига:
  -  Носител (3): 2012/13, 2019/20, 2023/24
  -  Финалист (2): 2016/17, 2020/21
- Суперкупа на Португалия:
  -  Финалист (4): 1982, 1998, 2016, 2021
- Купа на Португалската федерация по футбол:
  -  Носител (1): 1976/77
- Сегунда Дивисао: (2 ниво)
  -  Шампион (2): 1946/47, 1963 – 64

### Международни
- Лига Европа:
  -  Финалист (1): 2010/11
- Купа Интертото:
  -  Носител (1): 2008

51 сезона в Португалска лига

## Бивши футболисти
- Жоао Пинто
- Рикардо Роша
- Тиаго Мендеш
- Жозе Карлош Нунеш
- Хоаким Мануел Сампайо Силва
- Карлош Секретарио
- Стефан Демол
- Жоржиньо
- Пабло Контрерас
- Миклош Фехер
- Андреа Делибашич
- Алберто Родригес
- Роланд Линц

## Български футболисти
- Георги Велинов: 1987/88 - (13 мача - 0 гола)
- Костадин Костадинов: 1987/88 - (20 мача - 1 гол)
- Радослав Здравков: 1989/90 - (21 мача - 1 гол)
- Кирил Николов: 2004 (наем) - (5 мача - 0 гола)

## Бивши треньори
- Йожеф Сабо

## Срещи с български отбори
Отборът на „Спортинг Брага“ се е срещал с български отбори в официални срещи.

### „Лудогорец“
С „Лудогорец“ се е срещал два пъти в официални мачове от груповата фаза на Лига Европа през сезон 2017/18 г. Първият се играе на 28 септември 2017 г. в Брага и завършва 2:0 за „Лудогорец“. Вторият се играе на 23 ноември 2017 г. в Разград и завършва 1:1. През 2021 г. СК ,,Брага" отново играе с ..Лудогорец" в турнира ,,Лига Европа". Португалците побеждават и в двата мача - 1;0 в Разград и 4:2 в Брага.